# Porcellio elongata
Porcellio elongata är en kräftdjursart som beskrevs av Shen 1949. Porcellio elongata ingår i släktet Porcellio och familjen Porcellionidae. Inga underarter finns listade i Catalogue of Life.